# Raspeball

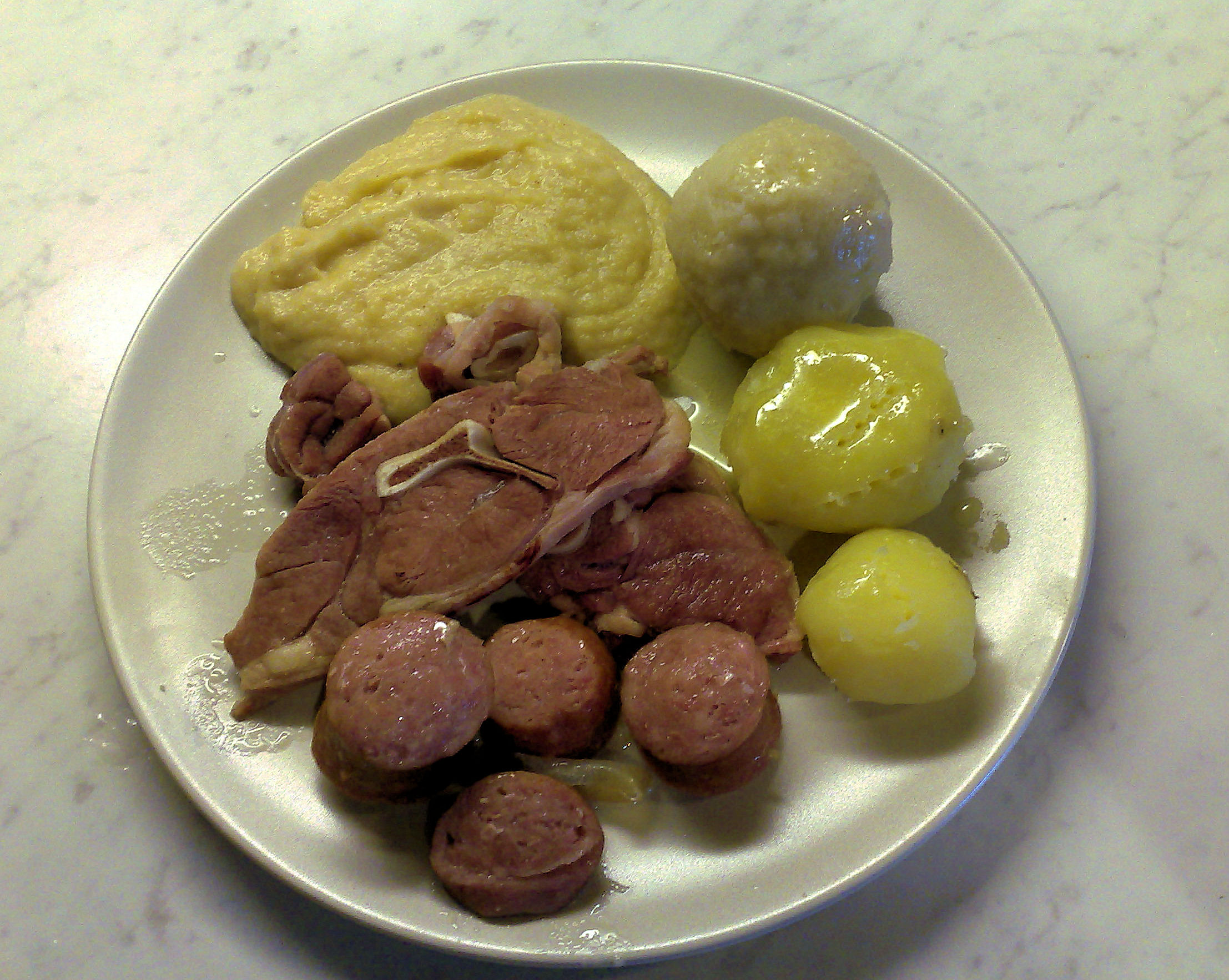
En komplett måltid på raspeball, saltat lammkött, korv, mos av kålrabbi och potatis

Raspeball, även känt som klubb, kumle, komle eller kompe, är i den norska husmanskosten beteckningar för en sorts kokt potatisbaserad maträtt. Den består av riven potatis (typiskt hälften kokt och hälften rå), salt, mjöl och någon form av kött, oftast lamm eller fläsk.
Rätten är vanlig i Sørlandet där den kallas "kompe", Vestlandet där den kallas "raspeball" eller "komle" och Trøndelag där den kallas "klubb". I Vestlandet äts den traditionellt på torsdagar och förekommer där (analogt med den svenska ärtsoppan) ofta på lunchrestauranger just denna dag.